# Boxtert

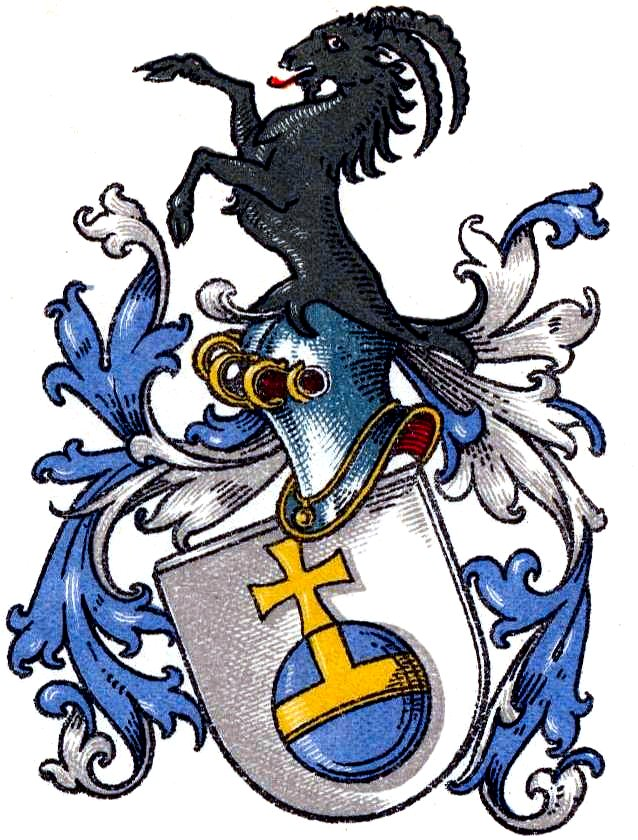
Wappen der Herren ten Boxtert

Die Herren ten Boxtert (auch then oder ton bzw. Bockstert, Bocksterte, Buxtert, Boxtart, Boxstart o. ä.) waren ein westfälisches Adelsgeschlecht.

## Geschichte
Das Geschlecht war in Bocholt im Münsterland ansässig und stellte über mehrere Generationen Schöffen, Richter und Bürgermeister in Bocholt. Die Güter der Familie lagen in und um Bocholt. 
Als Familienmitglieder erscheinen u. a.:
- Otten ten Bokesterte besaß 1409 ein Haus in der Verstrate to Bocholte.[1]
- Johann ten Bockstert und seine Frau Kunne verkauften 1512 sechs Kuhweiden. In der Verkaufsurkunde erscheint auch ein Gerichtsmann Gerd ten Bockstert (urkundl. 1512–1530).[2]
- Johann ten Boxtert verkaufte 1533 ein Stück Heuland.[3]
- Berndt thon Boxtert in Bocholt zahlte 1557 drei Taler an das Domkapitel Münster für die Kapelle St. Margarethae.[4]
- Antonius then Boxtert (Thonis ten Boxtert) war ab 1574 mit Aleid von Koninck verheiratet und hatte zwei Kinder namens Johann und Mechtild. Anton erscheint 1590 und 1593 als Bocholter Schöffe.[5][6]
- Kunigunde ten Boxtert (Künne Boxtert), Schwester von Johann Boxtert, promovierter Jurist, und Florens Boxtert, heiratete 1592 Hermann von Keppel (1615 †), Burgmann zu Burg Nienborg, und hatte mit diesem einen Sohn und zwei Töchter.[7]
- Florens then Boxtert, verheiratet mit Anna Ingenhaven, war Bürgermeister zu Bocholt und gräflicher Drost (noch 1624) der Herrschaft Werth zu Burg Werth, d. h. Bevollmächtigter des Floris von Pallandt, Graf von Culemborg. 1609 wurde Florens ten Boxtert vom Hochstift Münster als Geisel genommen und arretiert.[8]
- Johann Erich von Boxtart († 1680), promovierter Jurist, war langjähriger Bürgermeister der Stadt Bocholt.[9] Er war in zweiter Ehe mit Reinera Maria von Hellendorn verheiratet und hatte mit dieser zwei Töchter, Christina Maria und Johanna Elisabeth. Aus erster Ehe lebte noch 1711 ein Sohn namens Erich Wilhelm.[10]

Mit Erich Wilhelms Kindern scheint die Familie Mitte des 18. Jahrhunderts erloschen zu sein. Laut Spießen starb die Familie schon um 1700 aus.

## Wappen
Blasonierung: In Silber ein blauer Reichsapfel mit goldenem Beschlag und goldenem Kreuz. Auf dem Helm ein wachsender schwarzer Steinbock. Die Helmdecken sind blau-silbern.